# Skuldelev 5

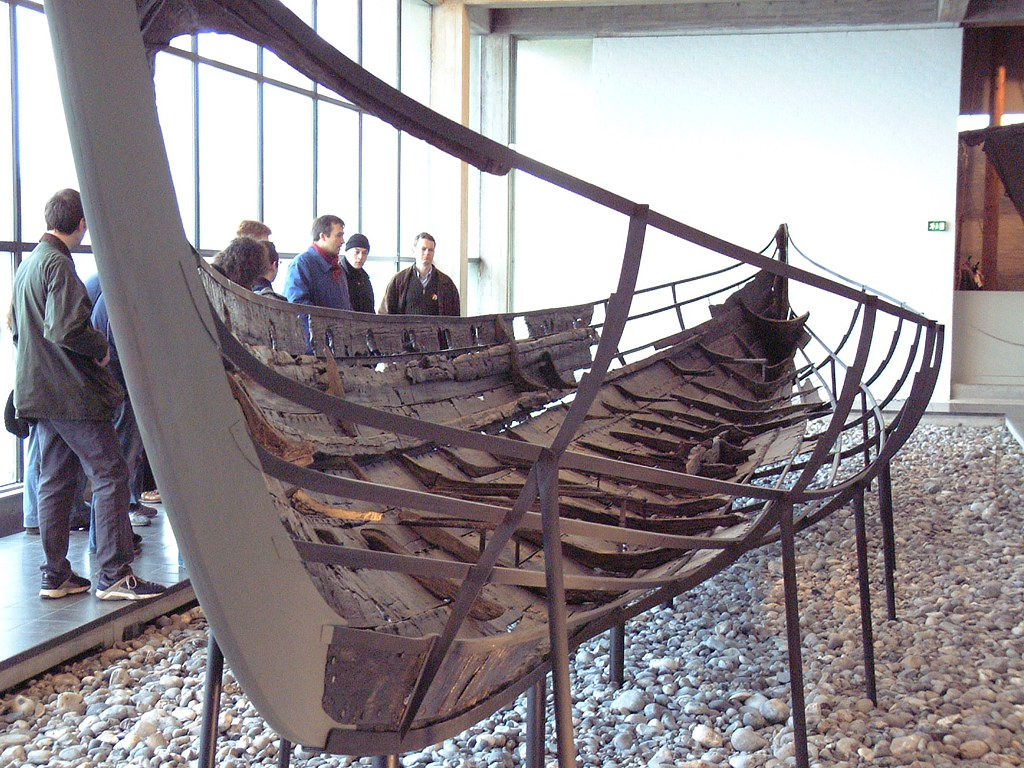
Skuldelev 5 på Vikingaskeppsmuseet i Roskilde.

Skuldelev 5 är ett vikingaskepp från Skuldelevsavspärrningen som 
påträffades 1959 vid dykningar
i Roskildefjorden i Danmark. Det är numera utställt på Vikingaskeppsmuseet i Roskilde.
Skeppet har varit omkring 17 meter långt och 2,5 meter brett och har haft 26 åror. Det är byggt av flera olika träslag och har daterats till omkring 1030. Längs relingen finns spår av fästen för vikingarnas sköldar. Skeppet är byggt av både nytt och begagnat material från andra skepp och skiljer sig därmed från de andra skuldelevskeppen. Det reparerades på samma sätt kort före sänkningen.
Skuldelev 5 är ett krigsskepp av snipatyp och har haft en besättning på cirka 30 man. Det har troligen använts till lokalt försvar men kan också ha varit ett av de minsta skeppen i Danmarks dåtida flotta.
Eftersom 65 procent av skeppet har bevarats, varav hela styrbordsidan, har det varit relativt lätt att bygga repliker av det. En av dessa, Helge Ask, som byggdes 1991 ligger förtöjd vid vikingaskeppsmuseet när det inte seglar runt i danska farvatten.